# Remi
Remi, el niño de nadie (家なき子 Ienakiko?), o simplemente conocido como Remi, fue una serie de anime hecha por TMS Entertainment  en 1977. Está basada en la novela Sin familia (Sans Famille en su título original y conocida en inglés como Nobody's child) del escritor francés Hector Malot y tuvo 51 episodios de 23 minutos de duración.
No se debe confundir esta serie con Remy, la niña sin hogar de Nippon Animation. Tampoco confundir con la obra Perrine Monogatari, del mismo autor Hector Malot, quien tiene como protagonista a "Perrine, (la niña) sin familia".

## Argumento
La historia trata de un niño de nombre Remi y proveniente de una aldea llamada Chavanon. Vive con la señora Barberin, quien lo había recogido siendo un bebé y lo había criado a escondidas de su esposo, que constantemente se hallaba en París. A la edad de 8 años, tras saber que es adoptado, fue vendido contra su voluntad por su padrastro a un actor ambulante italiano, el Señor Vitalis, por el precio de 40 francos para trabajar como ayudante, actor y músico. Trabajando con él, aprende muchas cosas como a leer, escribir, tocar instrumentos musicales, etcétera; además, toma mucho aprecio por los animales que usa en sus presentaciones, en especial por un perro llamado "Capi" (de Capitán) y un pequeño mico de nombre "Corazón Alegre". 
La historia está llena de situaciones dramáticas, como la muerte de los perros Dulce y Servino al ser atacados por lobos, la del mico Corazón Alegre por neumonía y la del propio señor Vitalis, al proteger a Remi y Capi de morir congelados en una tormenta de nieve. Ambos son recogidos por el señor Acquin, entre cuyos hijos se encuentra Lise, quien no puede hablar a causa de haber padecido escarlatina. Posteriormente se revela que el señor Vitalis había sido un famoso cantante de ópera que se retiró después de haberle fallado la voz en un concierto, quedando así en el olvido. Sin embargo Remi y Capi se ven obligados a reanudar la vida ambulante tras la quiebra financiera del señor Acquin. Más adelante en la serie, llegan a París y ahí se les une Mattia, un niño italiano, músico nato, rebelde y desvergonzado que resulta ser un contrapeso perfecto para Remi. Con su nuevo amigo continúa conociendo distintos pueblos y ciudades de Francia, y con él vive nuevas aventuras y desventuras.
Después de una corta visita a la señora Barberin, Remi se entera de que sus padres biológicos habían contratado abogados y detectives en Inglaterra para dar con el paradero de su hijo desaparecido, hacía ya 11 años. El grupo de Remi decide para ello regresar a París con el objetivo de buscar al señor Barberin. En su lecho de muerte, Jerôme Barberin indica a los muchachos que deben ir al Reino Unido para localizar a sus verdaderos padres, así que tomaron un barco con dicho destino. Finalmente llega a Londres, Inglaterra, donde conoce a su verdadera familia (con la cual ya había convivido tiempo atrás sin saberlo) no sin antes toparse con "los Driscoll", una agrupación delincuencial que se hizo pasar por la verdadera familia del pequeño pero que en realidad tenía secuestrados a Remi y a Mattia para chantajear con dinero a su madre biológica.
Afortunadamente y tras a una falsa acusación de los Driscoll, Remi, Mattia, Capi y Corazón Alegre II (un mico desobediente que les obsequiaron los dueños de una caravana de circo) logran escapar de la policía y los Driscoll. Luego, el grupo regresa a Francia donde por medio de la madre adoptiva de Remi, se llega a saber que efectivamente era hijo de la señora Milligan, la distinguida dama de la nobleza británica, quien lo había estado buscando por tantos años. En medio de esta felicidad, Remi y sus amigos abordan un tren a Suiza para encontrarla, dado que ella viajó allá para un chequeo médico de su hijo menor. Cuando por fin se da el emotivo reencuentro de Remi con su hermano Arthur y su madre, una cena es ofrecida en honor del fallecido artista callejero, Mattia se convierte en el hermano de Remi y de Arthur, quien se recupera de su discapacidad y la pequeña Lise recupera el habla.
Empero, tanto Remi como Mattia se sienten incómodos ahora que lo tienen todo, y descubren que eran más felices cuando buscaban la felicidad. Sintiéndose guiados por el señor Vitalis, deciden emprender de nuevo el camino errante, explicando por carta a la señora Milligan, a la señora Barberin y a Lise que sólo así podrían saber «lo que se siente ser un individuo maduro».
Años después, Mattia se vuelve un violinista profesional y Remi un exitoso abogado, todos sus amigos están presentes para ver la boda de Lise y Remi.
La ambientación de la serie tiende a ser sombría, abundando las imágenes góticas con tonos más bien oscuros, lo que aporta mayor dramatismo a la trama y su color característico a la serie.

## Transmisión
La serie fue emitida por Nippon Television para Japón desde el 2 de octubre de 1977 hasta el 1 de octubre de 1978.
Todos los episodios eran con el intro original con los créditos y la letra japonesa de derecha a izquierda, y después de la primera escena aparecía una imagen de fondo con el título del episodio. Al final del capítulo se muestra la palabra つづく (tsuzuku, continuará) seguido por las escenas del próximo capítulo y un fondo azul con el título del mismo. Al final salen los créditos originales. En el caso del último capítulo, la palabra que sale al final es la palabra おわり (owari, fin), seguido por los créditos de cierre.
TMS Entertainment produjo una película de 96 minutos que contiene los principales momentos del anime. La película fue estrenada el 15 de marzo de 1980. En 2007, la serie fue remasterizada totalmente y lanzada en DVD en español con su doblaje original que se hizo para Latinoamérica para zonas 1 y 4.
En España fue emitida en 1991 por Antena 3 en las mañanas de los fines de semanas. Se desconoce si el doblaje era castellano o latino. 
En México, la televisora TV Azteca produjo un segundo doblaje para la serie que sería transmitida en su canal Azteca 7 y así competir con Canal 5 que en ese momento estaba retransmitiendo Remi, con el doblaje original; sin embargo, el éxito y aceptación obtenidos por el segundo doblaje fue nulo, por lo cual dicho canal no volvió a transmitir el anime.[cita requerida] Posteriormente, fue Imagen Televisión quien lo emitió cada domingo por la mañana.
Actualmente, se puede encontrar en la plataforma Amazon Prime Vídeo y también en YouTube bajo el canal oficial de la TMS Entertainment en español y francés para Latinoamérica; aunque, en el caso de Argentina, la serie está disponible a partir del episodio 20.

## Doblaje al español para Hispanoamérica
A pesar de que existió un segundo doblaje al español para Remi, este tuvo nulo alcance y no volvió a emitirse desde el estreno de esa desafortunada segunda versión. La versión del doblaje original es la que se ha reemitido hasta actualidad. Es así, que la reciente edición en DVD incluye la pista en español con el doblaje original.
 Versión en español (Méx/Lat)
| Personaje       | Actor/Actriz (doblaje original)              | Actor/Actriz (redoblaje) |
| Remi            | Alma Nuri Rocío Garcel                       | Gabriel Ramos            |
| Sr. Vitallis    | Maynardo Zavala                              | Ricardo Hill             |
| Jerome Barberin | Blas García (inicio), Rubén Moya (cap.39,40) | Roberto Mendiola         |
| Mattia          | Alma Nuri                                    | Gerry Meza               |
| Sra. Milligan   | Nancy MacKenzie, Sylvia Garcel (resto)       | Sarah Souza              |
| Arthur Milligan | Alma Nuri, Sylvia Garcel (resto)             | Raúl Castellanos         |
| Sra. Barberin   | Gloria Rocha                                 | Ruth Toscano             |
| Srta. Vivian    | Nelly Horseman                               |                          |
| Benjamín Acquin | Gaby Willer, Maru Guzmán (2 cap.)            |                          |
| Sr. Acquin      | Víctor Mares                                 |                          |
| Ethienet Acquin | Cristina Rubiales                            |                          |
| Driscoll        | Miguel Ángel Sanromán                        | Miguel Ángel Sanromán    |
| Laura Driscoll  | Vicky Burgoa                                 | Vicky Burgoa             |
| David           | Carlos Becerril                              |                          |
| Phillpe         | Víctor Mares                                 |                          |
| Lisse Acquin    | Sylvia Garcel                                |                          |
| Policía (ep 10) | Polo Ortín                                   |                          |
| Narración       | Agustín López Zavala                         | Daniel Abundis           |

## Lista de Episodios
| #  | Título                                                               | Estreno                  |
| -- | -------------------------------------------------------------------- | ------------------------ |
| 01 | «Remi, un niño de la aldea Chavanon» «Shabanon mura no Remi shounen» | 2 de octubre de 1977     |
| 02 | «Remi, el niño del destino» «Unmei no ko Remi»                       | 9 de octubre de 1977     |
| 03 | «El viaje se inicia» «Remi no tabidachi»                             | 16 de octubre de 1977    |
| 04 | «Continúa el viaje» «Remi mae he susume!»                            | 23 de octubre de 1977    |
| 05 | «La primera actuación de Remi» «Remi no hatsubutai»                  | 30 de octubre de 1977    |
| 06 | «Remi aprende a leer» «Remi to aozora kyoushitsu»                    | 6 de noviembre de 1977   |
| 07 | «Do- Re- Mi» «Do re mi fa, Remi»                                     | 13 de noviembre de 1977  |
| 08 | «Remi se pierde» «Maigo no Remi»                                     | 20 de noviembre de 1977  |
| 09 | «Grace, la primera amiga de Remi» «Hajimete no tomodachi gureesu»    | 27 de noviembre de 1977  |
| 10 | «Un incidente inesperado» «Omoigakenai dekigoto»                     | 4 de diciembre de 1977   |
| 11 | «El juicio de Vitalis» «Bitarisu no saiban»                          | 11 de diciembre de 1977  |
| 12 | «El pequeño líder» «Chiisana zachou Remi»                            | 18 de diciembre de 1977  |
| 13 | «El encuentro de Remi con el Cisne» «Hakuchougou to no deai»         | 25 de diciembre de 1977  |
| 14 | «Remi y el grupo en el cisne» «Hakuchougou no Remi ichiza»           | 1 de enero de 1978       |
| 15 | «Un viaje feliz» «Shiawasena funatabi»                               | 8 de enero de 1978       |
| 16 | «Las dos madres de Remi» «Yume ni mita futari no haha»               | 15 de enero de 1978      |
| 17 | «Adiós al Cisne» «Sayonara hakuchougou»                              | 22 de enero de 1978      |
| 18 | «Nunca mires hacia atrás» «Furimukuna Remi»                          | 29 de enero de 1978      |
| 19 | «En la terrible tormenta de nieve» «Moufubuki no naka de...»         | 5 de febrero de 1978     |
| 20 | «Remi y los lobos» «Remi to Oukami»                                  | 12 de febrero de 1978    |
| 21 | «El inicio de una vida» «Atarashii inochi no tanjou»                 | 19 de febrero de 1978    |
| 22 | «El famoso actor Corazón Alegre» «Meiyu Jorikuuru»                   | 26 de febrero de 1978    |
| 23 | «Un padre maravilloso» «Sutekina oshiisan»                           | 5 de marzo de 1978       |
| 24 | «Una nueva amistad nace en París» «Pari no shinyu machiya»           | 12 de marzo de 1978      |
| 25 | «El amo Garófoli» «Garofori oyakata»                                 | 19 de marzo de 1978      |
| 26 | «Adiós, querido hijo» «Saraba waga musuko yo»                        | 26 de marzo de 1978      |
| 27 | «El pasado de Vitalis» «Bitarisu no kako»                            | 2 de abril de 1978       |
| 28 | «La dulce Lisé» «Riizu no omoiyari»                                  | 9 de abril de 1978       |
| 29 | «Los invernaderos de la felicidad» «Shiawase no onshitsu»            | 16 de abril de 1978      |
| 30 | «El mensajero» «Kyoudai no wa»                                       | 23 de abril de 1978      |
| 31 | «Mattia, el nuevo camarada» «Arigatou machiya»                       | 30 de abril de 1978      |
| 32 | «Una brillante idea» «Sutekina omoitsuki»                            | 7 de mayo de 1978        |
| 33 | «El mico desobediente» «Tondemonai nakama»                           | 14 de mayo de 1978       |
| 34 | «250 metros bajo tierra» «Arashi! Chika 250 meetoru»                 | 21 de mayo de 1978       |
| 35 | «El rescate de Remi» «Remi wo sukue!»                                | 28 de mayo de 1978       |
| 36 | «Mattia, el genio musical» «Ongaku no tensai machiya»                | 4 de junio de 1978       |
| 37 | «Un regalo para mamá» «Mama he no okurimono»                         | 11 de junio de 1978      |
| 38 | «Un feliz reencuentro» «Baruburan Mama»                              | 18 de junio de 1978      |
| 39 | «Hacia Paris» «Isoge! Pari he»                                       | 25 de junio de 1978      |
| 40 | «Remi es inglés» «Remi wa igirisu jin!»                              | 2 de julio de 1978       |
| 41 | «Finalmente, Remi conoce a sus padres» «Yatto aeta papa to mama»     | 9 de julio de 1978       |
| 42 | «¿Quienes son los Driscoll?» «Dorisukoru no shoutai»                 | 16 de julio de 1978      |
| 43 | «El escudo de los Milligan» «Miriganke no monshou»                   | 30 de julio de 1978      |
| 44 | «Amor maternal» «Haha to ko wo musubu ito»                           | 6 de agosto de 1978      |
| 45 | «Otro incidente inesperado» «Touzakaru haha»                         | 13 de agosto de 1978     |
| 46 | «En la total desesperación.» «Zetsubou no naka de...»                | 20 de agosto de 1978     |
| 47 | «La gran zambullida» «Kesshi no daibingu»                            | 3 de septiembre de 1978  |
| 48 | «La tempestad en el canal anglo-francés» «Arashi no eibutsu kaikyou» | 10 de septiembre de 1978 |
| 49 | «Las dos madres de Remi» «Futari no haha»                            | 17 de septiembre de 1978 |
| 50 | «La primera palabra» «Hajimete no kotoba Remi!»                      | 24 de septiembre de 1978 |
| 51 | «Un nuevo principio.» «Aratana tabidachi»                            | 1 de octubre de 1978     |

## DVD
En México la compañía Zima Entertainment editó en DVD la serie con el doblaje original en español y un set para coleccionistas de seis discos con la serie completa, incluyendo diversos artes impresos. Los DVD no tienen el video original de las canciones de entrada y salida; estos son sustituidos por cortos provenientes de la serie.